# Marsilio de' Rossi

Stemma dei Rossi di Parma.

Marsilio de' Rossi (Parma, 1287 – Venezia, 16 agosto 1337) è stato un condottiero italiano e signore di Parma, Lucca, Cremona, Fidenza.

## Biografia
Era figlio di Guglielmo de' Rossi e di Donella Da Carrara di Padova ed iniziò probabilmente il mestiere delle armi sin da giovane.
Il primo incarico certo di Marsilio fu quello di capitano del popolo a Bologna, nel 1307. Successivamente, nel 1314 prese parte alla guerra fra i Da Carrara e gli Scaligeri capitanati da Cangrande venendo però sconfitto e preso prigioniero nella battaglia di Vicenza. Gli anni successivi fu sempre al servizio dei parenti della moglie Donella, nel 1320 è ricordato infatti in un fatto d'arme dove insieme a Niccolò da Carrara respinse un attacco degli Scaligeri su Padova.
Nel 1323 ritornò a Parma e insieme al fratello Rolando fu protagonista dell'azione che portò all'allontanamento dei Sanvitale da Parma. Schieratosi da parte guelfa combatté i Landi a favore di Azzone Visconti quindi nel 1327 venne nominato rettore di Bologna.
Tuttavia la carica nella città felsinea durò pochi mesi, alla discesa in Italia di Ludovico il Bavaro si schierò apertamente dalla parte imperiale, con l'aiuto di Azzo da Correggio tolse alla chiesa prima Reggio Emilia poi Parma, scacciando il Legato pontificio e allontanando la famiglia dei Della Torre.
Dopo l'arresto da parte pontificia del fratello Rolando a Bologna, Marsilio si recò nuovamente da Ludovico il Bavaro che sostava presso Pavia, Ludovico discese su Parma, la città fu interdetta e la celebrazione delle cerimonie religiose fu possibile solo se il sacerdote riconosceva legittimo l'antipapa Niccolò V.
Ludovico nominò Marsilio vicario imperiale di Parma, insieme ai fratelli Rolando e Pietro. Dopo aver accompagnato il re sulla via del ritorno in Germania, tornò a Parma con il titolo supplementare di vicario imperiale per la Lombardia. Combatté il vicario pontificio sconfiggendolo a Borgo Panigale e infine sottrasse Borgo San Donnino ai papali.
Sceso in Italia Giovanni di Boemia nel 1330, Marsilio si affrettò a recarsi da lui presso Brescia schierandosi contro Lega di Castelbaldo che nel frattempo si era creata per opporsi al re. Nel 1332 prese parte alla battaglia di San Felice sul Panaro dove le truppe della Lega vennero sconfitte dagli imperiali ricevendo come compenso il titolo di Cavaliere.
Nelle trattative di pace con la Lega, Marsilio fu inviato come ambasciatore imperiale a Peschiera, concludendo un trattato che però non fu rispettato dagli alleati della Lega quando Giovanni lasciò l'Italia. Marsilio si trovò così assediato in Parma dagli Scaligeri, trovandosi però ad affrontare forze soverchianti si recò a Verona da Mastino II della Scala per trattare la cessione di Parma ai signori di Verona in cambio di Borgo San Donnino.
Anche se Marsilio fu rassicurato sullo scambio, in realtà un patto segreto aveva già assegnato Borgo San Donnino ad Azzone Visconti e questi, nel 1336 si recò ad assediare il feudo rossiano impadronendosene nonostante l'accanita difesa opposta dal Rossi.
Dopo una breve tappa alla corte di Mastino, terminata con una precipitosa fuga per il tentativo dei Della Scala di avvelenarlo, Marsilio insieme al fratello Pietro militò sotto le insegne di Venezia contro gli Scaligeri: Pietro aveva il comando supremo delle truppe della Serenissima mentre Marsilio era al comando di uno dei tre eserciti in cui le truppe veneziane erano suddivise. Dopo alcune sortite come quella su Villafranca di Verona e dopo aver sconfitto gli scaligeri comandati da Paolo Aldighieri e da Guido da Correggio, non riuscì a convincere Luchino Visconti ad intervenire in battaglia per sconfiggere definitivamente gli Scaligeri e perciò fu costretto a riparare a Padova dopo essersi ricongiunto al fratello Pietro a Bovolenta.
Morto il fratello Pietro durante l'assedio di Monselice, i veneziani pensavano di promuovere Marsilio come comandante in capo in sostituzione del fratello, tuttavia le condizioni di salute già non buone di Marsilio si aggravarono a tal punto che gli fu taciuta la morte di Pietro, ciò tuttavia non fu sufficiente affinché Marsilio si riprendesse finendo con il morire il 16 agosto 1337, solo una settimana dopo la morte di Pietro.
Venne sepolto insieme al fratello Pietro nella Cappella di San Giacomo della basilica di Sant'Antonio di Padova.
Di lui disse Ireneo Affò “Restò non caduca fama, poiché alla robustezza ed al coraggio aggiugneva molto senno e consiglio” e, a memoria delle sue imprese, Troilo II volle rappresentare ben tre episodi riferiti a Marsilio nella Sala delle gesta Rossiane della Rocca dei Rossi di San Secondo Parmense: L'investitura dei feudi nel parmigiano da parte dell'imperatore Ludovico il Bavaro, l'acquisto della città di Luca di cui Marsilio divenne vicario imperiale, la vittoria insieme al fratello Pietro conseguita a Cerulio sulle truppe di Mastino della Scala, di cui fecero prigioniero il luogotenente e al quale sottrassero numerosi vessilli e insegne.

## Discendenza
Marsilio ebbe una moglie della quale si conosce solo in nome: Margherita, da questa ebbe una figlia
- Teresa (1330 - ..), sposa del marchese Uberto Pallavicino.